# Mystery Men
Mystery Men is een Amerikaanse komische superheldenfilm uit 1999 van Kinka Usher met in de hoofdrollen onder meer Ben Stiller, William H. Macy en Hank Azaria. De film is losjes gebaseerd op Bob Burdens Flaming Carrot Comics, een parodie op het superheldengenre.

## Verhaal
Mr. Furious (Ben Stiller), The Shoveler (William H. Macy) en The Blue Raja (Hank Azaria) besluiten te proberen zichzelf in de fictieve stad Champion City op de kaart te zetten als superhelden, maar ze leggen het af tegen Captain Amazing (Greg Kinnear), die gulle sponsors uit het bedrijfsleven achter zich heeft. Amazing heeft echter ook een probleem: dankzij hem is er bijna geen misdaad meer in de stad en daarom dreigen zijn financiers zich terug te trekken. Hij besluit zijn alter ego, de steenrijke advocaat Lance Hunt, in te zetten om de gestoorde crimineel Casanova Frankenstein (Geoffrey Rush) vrij te krijgen. Dit lukt, maar de situatie loopt uit de hand zodra Casanova herenigd is met Tony P (Eddie Izzard) en diens Disco Boys. Casanova sluit Amazing op en begint een doomsday device te creëren.
Furious en de anderen besluiten het tegen hem op te nemen, maar eerst hun team uit te breiden met The Spleen (Paul Reubens), Invisible Boy (Kel Mitchell) en The Bowler (Janeane Garofalo). Ook krijgen ze hulp van de Sphinx (Wes Studi) en dr. Heller (Tom Waits).

## Rolverdeling
| Acteur           | Personage                  |
| ---------------- | -------------------------- |
| Ben Stiller      | Mr. Furious                |
| William H. Macy  | The Shoveler               |
| Hank Azaria      | The Blue Raja              |
| Greg Kinnear     | Captain Amazing/Lance Hunt |
| Paul Reubens     | The Spleen                 |
| Kel Mitchell     | Invisible Boy              |
| Janeane Garofalo | The Bowler                 |
| Geoffrey Rush    | Casanova Frankenstein      |
| Eddie Izzard     | Tony P.                    |
| Wes Studi        | The Sphinx                 |
| Tom Waits        | dr. A. Heller              |
| Prakazrel Michel | Tony C.                    |
| Artie Lange      | Big Red                    |
| Lena Olin        | dr. Anabel Leek            |
| Claire Forlani   | Monica                     |
| Goodie Mob       | The Not-So-Goodie-Mob      |
| Doug Jones       | Pencil Head                |
| Dana Gould       | Squeegee Man               |
| Dane Cook        | The Waffler                |